# Municipio de Jonas Ridge
El municipio de Jonas Ridge (en inglés: Jonas Ridge Township) es un municipio ubicado en el  condado de Burke en el estado estadounidense de Carolina del Norte. En el año 2010 tenía una población de 678 habitantes.

## Geografía
El municipio de Jonas Ridge se encuentra ubicado en las coordenadas 35°57′6.46″N 81°52′23.39″O / 35.9517944, -81.8731639.